# Абдул Керим-паша
Абдул Керим-паша (тур. Abd al-Karim Nadir-paşa, 1811—1885) био је турски генерал, рођен у на територији данашње Бугарске, а умро на Родосу.

## Служба
Војну академију завршио је у Цариграду, а више војно образовање стекао је у Бечу. За време Кримског рата послан је у Анадолију да реорганизује војску. Реорганизацију је извршио с великим успехом па је постављен за министра војске. Имао је успеха у црногорско-турском рату 1862, а истакао се и у Српско-турском рату 1876. 1877 постављен је на чело турске Врховне команде. У руско-турском рату 1877-1878, командовао је Дунавском армијом. Међутим, оптужен да је могао да спречи Русе да пређу Дунав, смењен је с овог положаја и прогнан на острво Родос, на коме је и умро као изгнаник.

## Извор
- Овај чланак, или један његов део, изворно је преузет из Илустроване војне енциклопедије: Срећковић, Боривоје М. (1936). „АБДУЛ КЕРИМ ПАША” (PDF). Илустрована војна енциклопедија (PDF). I. Београд.